# Hypsicera lepida
Hypsicera lepida là một loài tò vò trong họ Ichneumonidae.